# گری هارت
گری هارت (به انگلیسی: Gary Hart) سناتور سابق عضو حزب دموکرات ایالات متحده آمریکا بود. وی در سال ۱۹۷۵ تا ۱۹۸۷ میلادی سناتور ایالت کلرادو در سنای ایالات متحده آمریکا بود.